# Give a Little Bit
Give A Little Bit är en låt av det brittiska pop/rockbandet Supertramp. Den finns med på albumet Even in the Quietest Moments... från 1977. Samma år släpptes Give A Little Bit som singel, och blev en internationell hit, bl.a. nådde den femtonde (15) platsen på Billboard Hot 100. Gitarren i sången är en 12-strängad akustisk gitarr.

## MQ:s julkampanj 2008
Till sin julkampanj 2008 samlade modeföretaget MQ en stor grupp svenska artister som förenades i en ny tolkning av Give a little bit. Artisterna som medverkade i reklamfilmen var Dolph Lundgren, Andreas Wilson, Conny Bloom, Wille Crafoord, Darin, Dogge, Lazee, Verner från Autopilot Society, Marie Serneholt, Jessica Andersson, Sofia Talvik, Fanny Hamlin, Ana Diaz, Rebecka från The Models, Anette Qviberg Lundgren, Jannicke Lindström och Nina Persson (The Cardigans / A Camp). Kampanjen gjordes i samarbete med Röda Korset och överskottet gick till Röda Korset.